# Atrichobrunettia
Atrichobrunettia is een muggengeslacht uit de familie van de motmuggen (Psychodidae).

## Soorten
- A. angustipennis (Tonnoir, 1920)
- A. graeca Jezek & Goutner, 1993
- A. ionica Wagner, 1984
- A. simplex Wagner, 1984
- A. tenuipennis Wagner & Vaillant, 1983